# Paseo conmemorativo de las víctimas en la masacre de Nankín
El Paseo Conmemorativo de las Víctimas en la Masacre de Nankín por los invasores japoneses es un museo al aire libre construido como monumento conmemorativo para recordar a los que fueron asesinados en Nankín, entonces capital de China, por el Ejército Imperial Japonés después de la toma de la ciudad el 13 de diciembre de 1937. Está ubicado en la esquina suroeste del centro de Nankín conocido como Jiangdongmen (江东 门), cerca de un sitio donde fueron enterrados miles de cuerpos, llamado "pozo de diez mil cadáveres" (chino simplificado: 万人坑; chino tradicional: 萬人坑; pinyin: wàn rén kēng).

## Contexto histórico
El 13 de diciembre de 1937, el ejército imperial japonés ocupó Nankín (entonces llamado Nanking), entonces la capital de la República de China. Durante las primeras seis a ocho semanas de su ocupación, el ejército japonés cometió numerosas atrocidades, incluidas violaciones, incendios provocados, saqueos, ejecuciones masivas y torturas. China calcula que aproximadamente trescientos mil civiles y soldados desarmados del Ejército Nacional Revolucionario. Esta estimación se hizo a partir de registros de entierro y relatos de testigos presenciales del Tribunal de Crímenes de Guerra de Nankín y se incluyó en el veredicto de Hisao Tani. Los cadáveres cubrieron las calles y fueron vistos flotando en los ríos durante semanas, y muchas estructuras de la ciudad fueron incendiadas. Innumerables tiendas, almacenes y residencias fueron saqueadas.
También se informó de que los soldados japoneses llevaron a cabo competencias de matanza y prácticas de bayoneta con prisioneros chinos. Aproximadamente veinte mil casos de violación sexual ocurrieron dentro de la ciudad durante el primer mes de la ocupación, según la "Sentencia del Tribunal Militar Internacional". Se informa que incluso los niños, los ancianos y las monjas habrían sufrido vejámenes a manos del ejército nipón.

## Paseo conmemorativo
Fue construido en 1985 por el gobierno municipal de la ciudad en memoria de las trescientas mil víctimas de la masacre. En 1995, fue ampliado y renovado. El monumento exhibe registros y objetos históricos, y utiliza arquitectura, esculturas y videos para ilustrar lo que sucedió durante la masacre de Nankín. Muchos artículos históricos fueron donados por miembros japoneses de un grupo de amistad sino-japonés, que también donó un jardín ubicado en los terrenos del museo.
Ocupa una superficie total de aproximadamente veintiocho mil metros cuadrados, incluidos unos tres mil metros cuadrados de superficie construida.
El monumento consta de tres partes principales: exhibiciones al aire libre, restos esqueléticos protegidos de las víctimas y una sala de exhibición de documentos históricos.
La entrada es gratis. Los visitantes deben prepararse para grandes multitudes de personas en todo momento del día.

### Exhibiciones al aire libre
La exhibición al aire libre incluye estatuas, esculturas, tallas en relieve, tabletas y una gran pared con los nombres de las víctimas, así como una tableta de expiación y una pasarela conmemorativa. La pasarela conmemorativa muestra huellas de sobrevivientes, algunos de los cuales quedaron impresionados en 2002.

### Restos esqueléticos

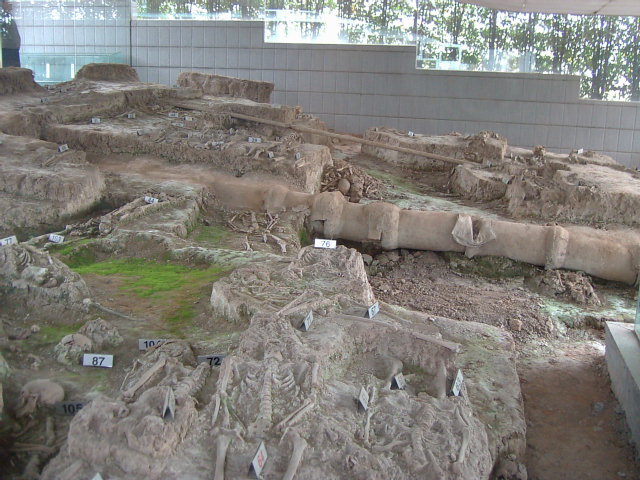
Restos óseos de las víctimas que descansan dentro del museo.

Los restos óseos de las víctimas de la masacre, ahora exhibidos en una sala de exhibición en forma de ataúd, fueron excavados en Jiangdongmen en 1985; En 1998 se descubrieron 208 restos más.

### Sala de exhibición
La sala de exposiciones con forma de tumba, medio subterránea, contiene más de 1000 artículos relacionados con la masacre, incluida una inmensa colección de imágenes, objetos, gráficos y fotografías. Pinturas, esculturas, vitrinas iluminadas, pantallas multimedia y películas documentales sirven para demostrar a los visitantes los crímenes cometidos por los militares japoneses.

## Transporte
Se puede acceder a la sala conmemorativa a poca distancia al oeste de la estación Yunjinlu del metro de Nankín. La entrada al Memorial Hall está justo enfrente de la entrada del metro.

## Galería

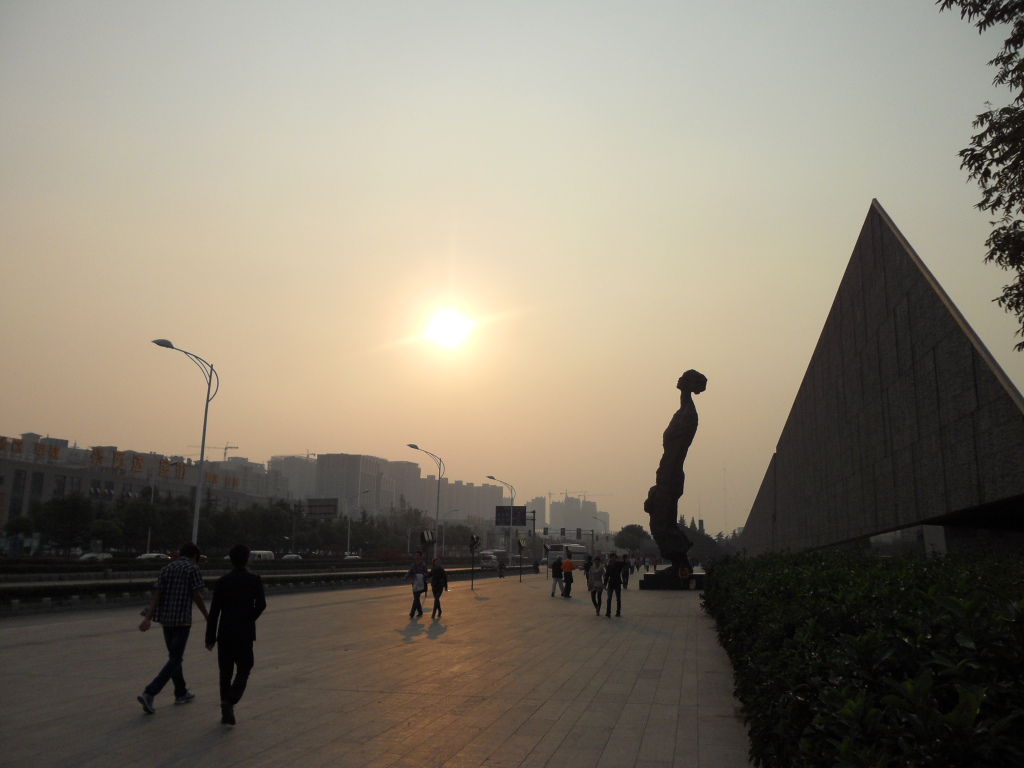
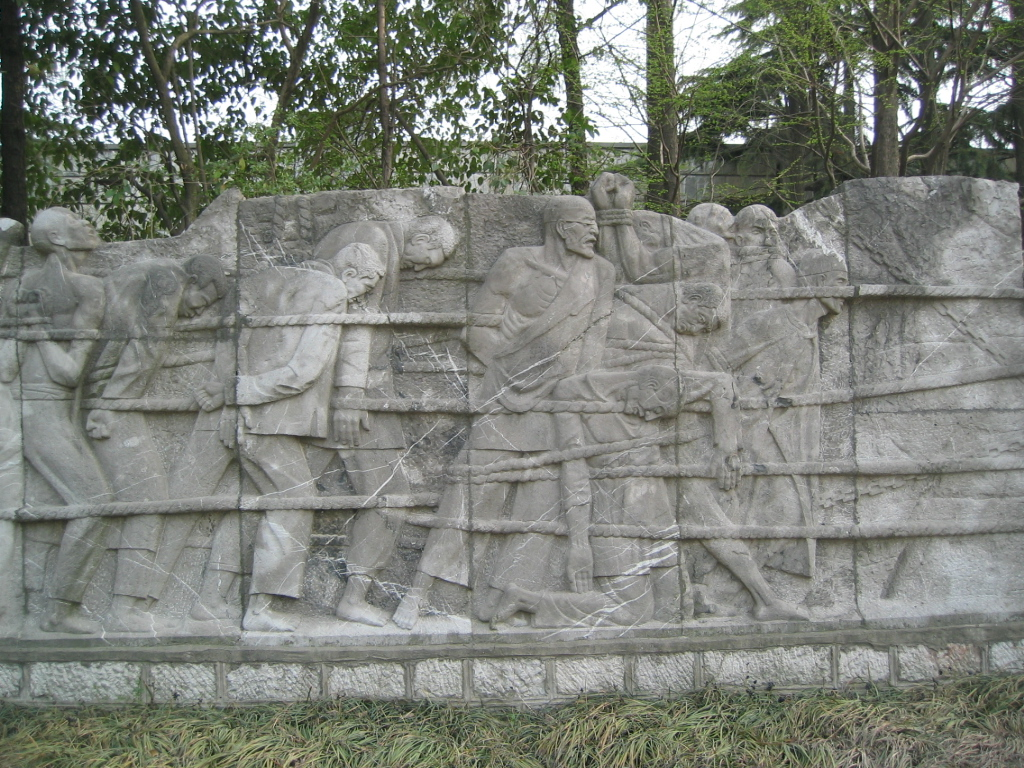
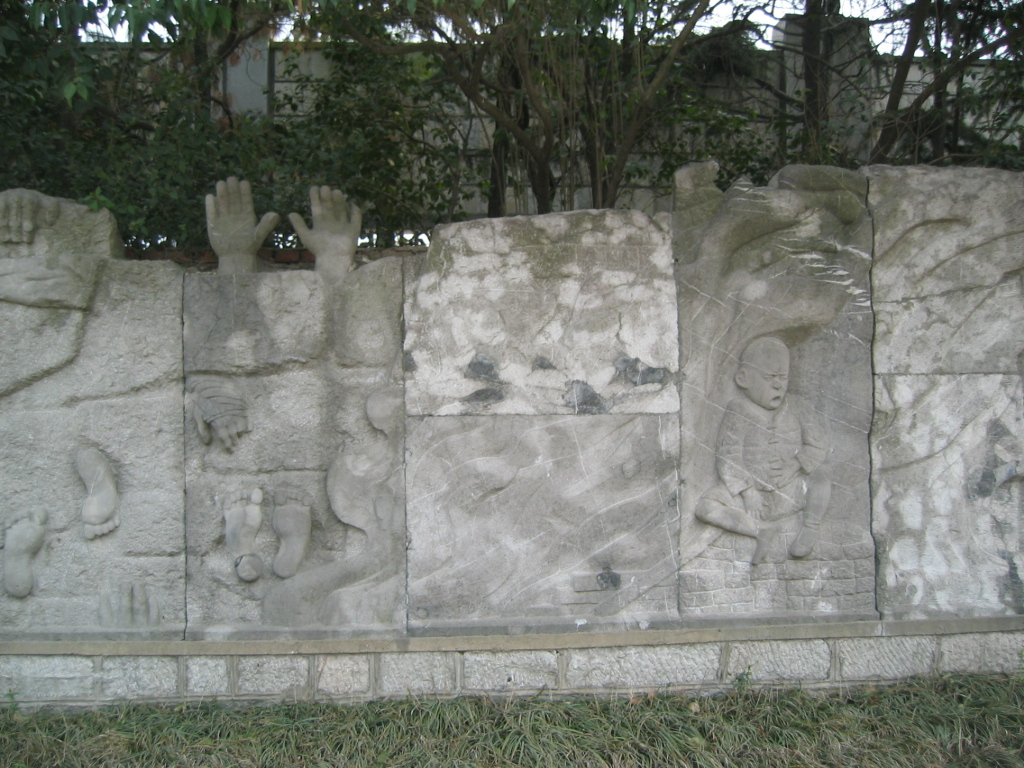
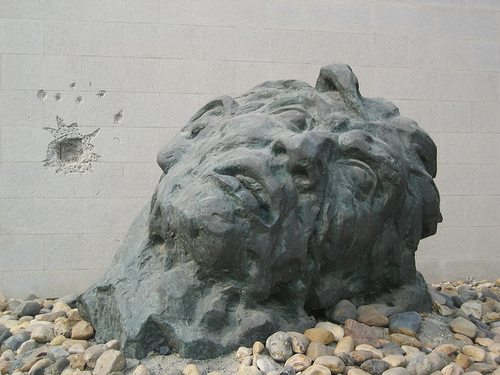
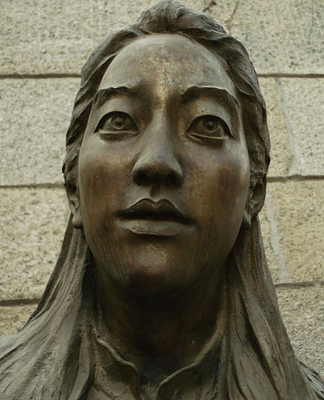
Busto de Iris Chang
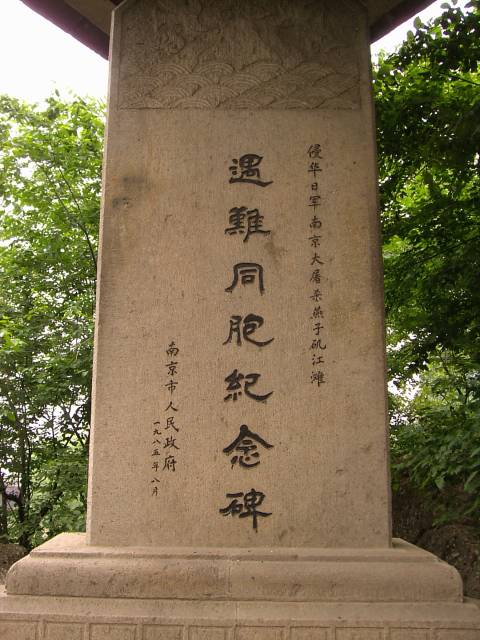
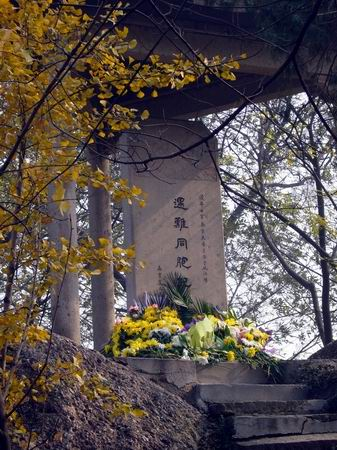